# Samnium

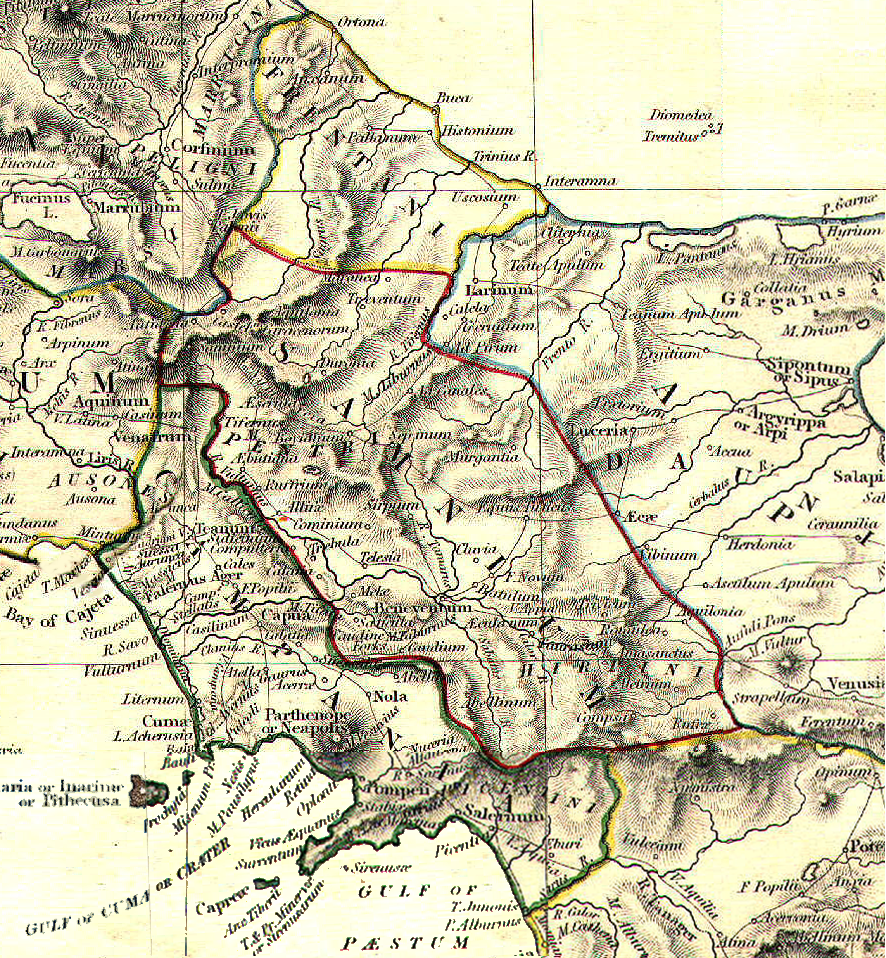
Karta över antikens Samnium hämtad från The Historical Atlas av William R. Shepherd, 1911.

Samnium (oskiska: Safiniom, på italienska Sannio) är en historisk region i södra Apenninerna. I Samnium bodde det sabelliska folket (eller snarare folken) samniter som kontrollerade området mellan 600 f.Kr. och 290 f.Kr. Samnium lever inte kvar som administrativ region idag men finns fortfarande kvar som levande benämning på området.

## Geografisk avgränsning
Samnium gränsade mot Latium i norr, Lukanien i söder, Kampanien i väster och Apulien i öst. Gränserna har aldrig helt kunnat fastställas (de ungefärliga gränserna framgår av kartan till höger) men gränsfloderna tycks ha varit Sangro, Volturno, Biferno och Trigno. Samnium gränsade i norr mot marserna och pelignerna, i syd mot messapierna och de grekiska kolonierna i Magna Graecia, i öster mot frentaner och mot Apulien. I öst slutligen gränsade Samnium mot latinare, volsker, aurunker, sidiciner och campanier.
Detta innebar, att Samnium och samniterna saknade gräns mot havet bortsett från en period, då man nådde haven på båda östra och västra sidan av den apenninska halvön. Många av de konflikter, som samniterna var inblandade i, berörde gränserna till deras territorium.
Samniums största städer var Bovaiamom, som romarna döpte om till Bovianum Undecumanorum och som idag heter Boiano. Den andra större staden var Malventum (oskiska: Maloenton) som romarna döpte om till Beneventum. Idag heter staden Benevento.

## Historia

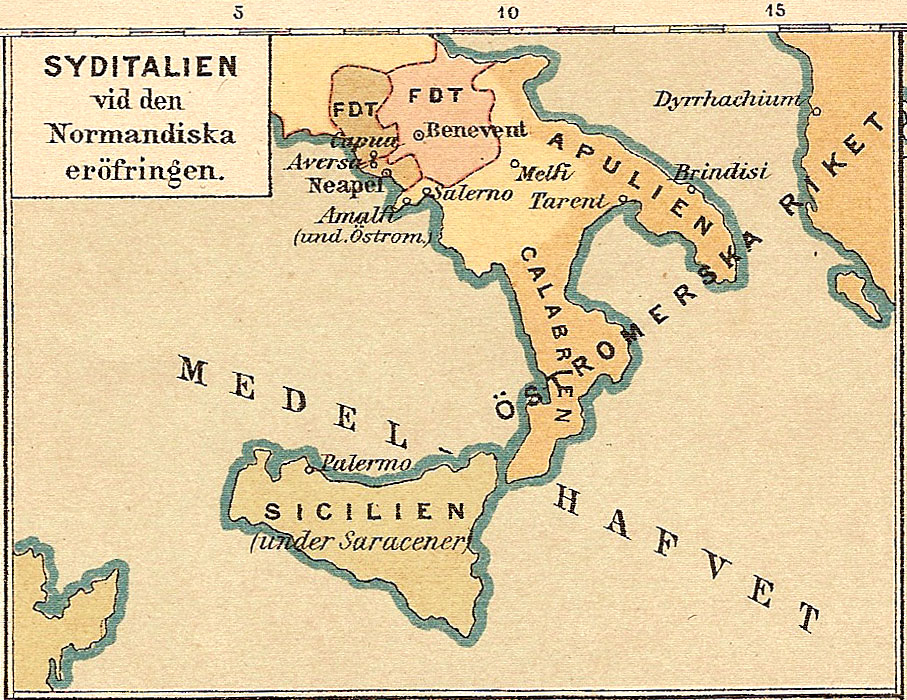
Historisk karta över syditalien vid tiden för normandernas erövring

Det äldsta skrivna belägget för samniterna är från 354 f.Kr., då Liris slog fast som gränsflod. Kort därefter bröt det första samnitiska kriget ut. Samniterna vann en viktig seger över den romerska armén 321 f.Kr. och kort därefter, 316 f.Kr. var Samnium som störst. Romarna begränsade samniternas makt 290 f.Kr., men återigen, under det andra puniska kriget, revolterade samniterna och ställde sig på Hannibals sida. Under bundsförvantskriget var samniterna de sista att underkasta sig Rom. Merparten av dessa konflikter utkämpades i Samnium, och konsekvenserna blev förödande. Städer och byar förstördes och det tog mycket lång tid innan området återhämtade sig.
I början av kejsartiden (runt 7 f.Kr.) delade kejsar Augustus in Italia i 11 regioner. Man valde då att sammanföra Samnium, samt folken frentaner, marruciner, vestiner, marser, peligner, sabiner och equier i samma region. Däremot bröts Hirpinien, och det samnitiska folket hirpiner, ut från resten av region V. Den administrativa indelningen förändrades föga under kejsar Hadrianus regionindelning då de elva regionerna blev sjutton. Samnium berördes inte heller av Kejsar Konstantin den stores regionindelningsförändringar. Under denna period var de huvudsakliga städerna i Samnium Bovianum, Beneventum, Aesernia, Aufidena, Venafrum, Allifae samt Abellinum.
Efter romarrikets fall blev Samnium erövrat först av goter och bysantiner och sedan av longobarderna som skapade hertigdömet Benevento. Hertigdömet kom att bli så politiskt stabilt att det till och med kom att förbli autonomt sedan Karl den store  infogat Regnum Langobardorum i sitt rike. Kring tusentalet blev Samnium inkorporerat i normandernas rike för att senare åtminstone delvis ingå i kyrkostaten.
Stora delar av Samnium kom att ingå i kungariket Neapel och Kungariket Bägge Sicilierna. Ett undantag härvidlag utgjorde området kring Benevento som var del av Kyrkostaten fram till 1860, då händelserna kring Garibaldi nådde Benevento. Sedan kungadömet Italien skapats fanns ett motstånd mot detta i området kring Benevento, och det fanns planer på att skapa ett Samnium av provinserna Avellino och Campobasso.